# Victor Le Masne
Victor Le Masne est un musicien et compositeur français né le 8 février 1982 à Chaville (Hauts-de-Seine). Principalement associé aux mouvements électro et pop et considéré comme l'un des représentants de la French touch, il propose également des compositions jazz ou classiques. Il est notamment le compositeur de l'hymne des Jeux olympiques d'été de 2024.

## Biographie

### Jeunesse
Victor Le Masne est né en 1982. Il est issu d'une famille comprenant de nombreux musiciens, notamment son père, un flûtiste qui a dirigé plusieurs conservatoires de musique et a été marqué par le travail de Iannis Xenakis. 

### Formation
Il apprend le piano, les percussions et se forme au Conservatoire à Rayonnement Régional de Boulogne-Billancourt et fonde avec Pierre le Roux le groupe Housse de Racket en 2005, dont il est le batteur du duo,,.

### Carrière
En 2022, la nouvelle version de l'opéra-rock Starmania est présentée au public. Victor Le Masne assure la direction musicale de cette version sous la mise en scène de Thomas Jolly. À cette occasion, le compositeur propose un ré-arrangement de l’œuvre afin d'actualiser la partition,.
Il arrange une nouvelle version de La Marseillaise pour la passation entre les villes de Tokyo et Paris lors de la cérémonie de clôture des Jeux olympiques de Tokyo en 2021.
Dès 2023, Thomas Jolly, devenu directeur artistique des Jeux olympiques de Paris 2024, décide de travailler avec Victor Le Masne pour la partie musicale de son projet artistique. Celui-ci explique que la collaboration des deux hommes sur Starmania a été prépondérante dans son choix. Le comité d'organisation des Jeux olympiques de Paris annonce en mai 2024 que Victor Le Masne a été nommé directeur musical pour les cérémonies des Jeux olympiques et paralympiques.
Également compositeur officiel de l'évènement, Victor Le Masne écrit Parade, l'hymne de l'olympiade 2024,.
En 2025 il est membre du jury du 16e Festival Séries Mania.

## Musique

### Style
Victor Le Masne est considéré par la critique comme l'un des représentants de la french touch.
Avec le groupe Housse de Racket, Victor Le Masne compose de la musique électro.
En solo, Victor Le Masne s'éloigne des aspects électro ou pop. Son album May 20th est par exemple de style jazz tandis que son morceau Parade pour les Jeux olympiques de Paris 2024 est créé avec un arrangement orchestral de type classique,.
L'une des spécialités de Victor Le Masne est de réarranger les compositions du répertoire classique. Il s'appuie pour cela sur sa formation classique et ses connaissances en théorie musicale. Dans cette perspective, il rappelle notamment l'actualité du répertoire classique dans les créations modernes et populaires, aussi bien par des artistes pop que des rappeurs.

### Travail solo
Pour son troisième album, Victor Le Masne décide avec son producteur de réaliser un album en une semaine. Les deux hommes se lancent dans ce travail au printemps 2021 : le premier jour étant dédié à la préparation des thèmes et des arrangements, le second à l'enregistrement avec 4 autres musiciens, le troisième à la sélection, le quatrième au mixage et le cinquième au mastering.

### Arrangement deStarmania
À la fin des années 2010. Victor Le Masne collabore avec Thomas Jolly sur une modernisation de l'opéra-rock Starmania. Thomas Jolly est responsable de la mise en scène tandis que Victor Le Masne assure la direction musicale.
L'objectif de Victor Le Masne pour ce travail est de moderniser la partition originale de l’œuvre (qui date de 1979). Le compositeur propose de nouveaux arrangements incluant des sonorités typiques des années 2010. Par ailleurs, Thomas Jolly décide de réintroduire l'orchestre dans la mise en scène de la comédie musicale. La musique est donc jouée en direct par l'orchestre depuis la fosse.
Une autre volonté du duo Jolly et Le Masne est de réintroduire des morceaux qui avaient été supprimés lors de réarrangements précédents. Des titres comme Masse médias, Paranoïa ou Sex Shop sont ainsi réarrangés et replacés dans le spectacle.
Au niveau de son travail, Victor Le Masne explique que la difficulté principale était de travailler sur ces arrangements sans connaître le casting final des chanteurs du spectacle. Il ne pouvait donc se projeter dans une composition en connaissant les voix et style d'interprétation des solistes et devait imaginer ses arrangements sur les voix historiques de Starmania (comme Daniel Balavoine ou France Gall).

### Jeux olympiques

#### Ré-arrangement deLa Marseillaisepour la cérémonie de clôture des Jeux olympiques de Tokyo
Dans le cadre de la cérémonie de clôture des Jeux olympiques de Tokyo en 2020, Victor Le Masne est désigné pour ré-arranger La Marseillaise. La musique est jouée pour la passation entre les deux villes olympiques.
Pour cet arrangement, Victor Le Masne propose une version plus douce et dansante de l'hymne français, atténuant notamment l'aspect guerrier de la partition. Il ajoute également une signature électro à cette nouvelle version.

#### Parade
En mai 2024, le titre Parade est révélé au public. Il s'agit du thème musical officiel des Jeux olympiques et paralympiques de Paris 2024.
Parade est un thème pour lequel deux arrangements et orchestrations s'enchaînent, l'une grandiose et la seconde festive. La première est de forme classique avec une introduction d'une petite formation de chambre (cordes frottées), un développement avec l'apparition d'instruments symphoniques et enfin une apothéose où un chœur lyrique se joint à l'orchestre. La seconde est de forme électro et reprend les éléments mélodiques et rythmiques typiques de la french touch. Une brève transition assure le passage musical entre les deux arrangements.

### Collaborations pour d'autres artistes
De par ses compétences variées dans les métiers de la production et de la création musicale, sa maîtrise de plusieurs instruments ainsi que ses connaissances dans plusieurs styles musicaux, Victor Le Masne travaille avec de nombreux artistes de tendances diverses. Il est notamment reconnu pour son travail avec Kavinsky, Gaspard Augé, Eddy de Pretto, Juliette Armanet, Philippe Katerine ou Bernard Lavilliers, Iliona et Chilly Gonzales.

## Œuvres

### Composition
- Parade (2024) : thème officiel des Jeux olympiques et paralympiques de Paris 2024[8]
- Music from the Opening Ceremony of the Olympic Games Paris 2024 (2024) : 18 titres composés par Victor Le Masne pour la cérémonie d'ouverture des Jeux olympiques de Paris 2024, enregistrées avec l’Orchestre National de France, le Chœur et la Maîtrise de Radio France, l’Ensemble Intercontemporain, l’Orchestre et le Chœur de Paris et les Percussions de Strasbourg[9]

### Album solo
- May 20th (2021) : 7 titres, style orienté jazz[2]

### Arrangement
- La Marseillaise (2021) : arrangement plus dansant et électro de l'hymne français[1]
- Starmania (2022) : arrangement moderne (années 2010) des partitions et réintroduction de chansons abandonnées dans d'autres versions de l'opéra-rock[5]

## Distinctions

### Récompenses
- Molières 2023 : Molière de la création visuelle et sonore pour Starmania
- Grammy Awards 2025 : meilleure prestation metal pour Mea Culpa (Ah! Ça ira!) avec Gojira et Marina Viotti[10]
- Victoires de la musique 2025 : Victoire du concert pour l'ensemble des cérémonies d'ouverture et de clôture des Jeux olympiques et paralympiques de Paris 2024

### Décoration
Le 29 janvier 2025, Victor Le Masne est nommé au grade de chevalier dans l'ordre national de la Légion d'honneur, au titre de « directeur musical des jeux Olympiques et Paralympiques de Paris 2024 ; 20 ans de services ».